# 杜夷
杜夷（258年—323年），西晋学者。字行齐。庐江郡灊县（今安徽省霍山县）人。杜崧之弟。
杜夷家世以儒学著称，为地方显族。年轻时恬泊好学，操尚贞素，博览经籍及各家学说。对历算农医均有研究。中年时隐居汝颍之间，十载足不出门，四十岁后，始回故乡，闭门教授经学，门徒达千人之多。晋惠帝时，三次荐为孝廉，州郡辟为别驾；晋怀帝永嘉元年（307年）征拜博士、太傅，他都不应命。丞相司马睿特立儒林祭酒委任他，仍以得病推辞。晋元帝时，任国子祭酒。皇太子司马绍三次至其宅第，执经问义；国有大政，常就第咨询。著有《幽求子》二十篇行于世。太宁元年病卒，谥贞子。

## 延伸阅读
[在维基数据编辑]
 《晉書/卷091》，出自房玄齡《晉書》